# Ivan V van Rusland
Ivan V Aleksejevitsj (Russisch: Иван V Алексеевич) (Moskou, 27 augustus 1666 — aldaar, 29 januari 1696) was van 25 juni 1682 tot 1696 samen met zijn jongere broer Peter de Grote tsaar van Rusland. Hij was het twaalfde kind van Alexis van Rusland en Maria Miloslavskaja.

## Leven
Na de dood van zijn broer Fjodor III werd hij onder regentschap van zijn zus Sofia en mét zijn halfbroer Peter de Grote, tsaar van Rusland ("dubbeltsaar", Russisch; "dvoetsarstvenniki"). Na de val van Sofia werd hij, op 27-jarige leeftijd, geestelijk onvolwaardig (mentaal gehandicapt) verklaard, en niet in staat te regeren; hij was dus sinds 1693 enkel nog in naam tsaar van Rusland. Hij stemde in met alles wat zijn halfbroer Peter hem voorstelde. Desondanks verwekte hij vijf dochters, onder wie de latere keizerin Anna.
Zijn overlijden in 1696 vormt dan ook in de Russische (politieke) geschiedenis niet meer dan een kanttekening. Ivan V werd bijgezet in de Aartsengel Michaëlkathedraal aan het Kremlin van Moskou.

## Huwelijk en kinderen
Ivan was sinds 9 januari 1684 gehuwd met Praskovja Saltykova. Uit het huwelijk werden vijf kinderen geboren:
- Maria Ivanovna Romanov (1689-1692)
- Theodosia Ivanovna Romanov (1690-1691)
- Catharina (1692-1733), gehuwd met Karel Leopold van Mecklenburg-Schwerin
- Anna (1693-1740), hertogin van Koerland, keizerin van Rusland, gehuwd met Frederik Willem Kettler
- Praskovja (1694-1731), gehuwd met Ivan Dimitriev-Mamonov

Ivan IV de Verschrikkelijke · Fjodor I · Boris Godoenov · Fjodor II · Valse Dimitri I · Vasili IV · Wladislaus I · Michaël I · Alexis · Fjodor III · Ivan V · Peter I de Grote · Catharina I · Peter II · Anna I · Ivan VI · Elisabeth · Peter III · Catharina II de Grote · Paul I · Alexander I · Nicolaas I · Alexander II · Alexander III · Nicolaas II